# Lijst van schaatsrecords ploegenachtervolging mannen
Dit is een overzicht van de ontwikkeling van schaatsrecords op de ploegenachtervolging mannen.
De ploegenachtervolging bij de mannen bestaat uit 8 rondes (3.098,88 meter) schaatsen, alleen de binnenbocht. Het onderdeel wordt uitgevoerd door 3 mannen, die door middel van afwisseling van de koppositie zo snel mogelijk naar de finish moeten rijden. Na 8 rondes geldt de tijd van de derde rijder die over de finish komt.
Sinds 2006 is dit onderdeel ook te vinden op de Olympische Spelen.

## Ontwikkeling wereldrecord ploegenachtervolging
| Nr. | Namen                                               | Land             | Tijd    | Datum            | Baan           |
| --- | --------------------------------------------------- | ---------------- | ------- | ---------------- | -------------- |
| #1. | Jelmer Beulenkamp Gijs Buitelaar André Vreugdenhil  | Nederland        | 4.20,47 | 2 maart 1997     | Butte          |
| #2. | Dennis van der Gun Bjarne Rykkje Mark Tuitert       | Nederland        | 4.18,35 | 8 maart 1998     | Geithus        |
| #3. | Ruud Leeuwenkamp Yuri Solinger Mark Tuitert         | Nederland        | 4.11,71 | 14 februari 1999 | Butte          |
| #4. | Jeong Dong-hwa Mun Joon Yeo Sang-yeop               | Zuid-Korea       | 4.10,87 | 20 februari 2000 | Seinäjoki      |
| #5. | Mun Joon Yeo Sang-yeop Yu Weon-cheol                | Zuid-Korea       | 4.04,01 | 25 februari 2001 | Groningen      |
| #6. | Lee Seung-hwan Mun Joon Yeo Sang-yeop               | Zuid-Korea       | 3.56,28 | 3 maart 2002     | Collalbo       |
| #7. | KC Boutiette Chad Hedrick Derek Parra               | Verenigde Staten | 3.49,85 | 8 november 2003  | Hamar          |
| 1.  | KC Boutiette Chad Hedrick Derek Parra               | Verenigde Staten | 3.48,56 | 13 november 2004 | Hamar          |
| 2.  | Mark Tuitert Carl Verheijen Erben Wennemars         | Nederland        | 3.46,44 | 21 november 2004 | Berlijn        |
| 3.  | Arne Dankers Steven Elm Denny Morrison              | Canada           | 3.39,69 | 12 november 2005 | Calgary        |
| 4.  | Sven Kramer Carl Verheijen Erben Wennemars          | Nederland        | 3.37,80 | 11 maart 2007    | Salt Lake City |
| 5.  | Jan Blokhuijsen Sven Kramer Koen Verweij            | Nederland        | 3.37,17 | 9 november 2013  | Calgary        |
| 6.  | Jan Blokhuijsen Sven Kramer Koen Verweij            | Nederland        | 3.35,60 | 17 november 2013 | Salt Lake City |
| 7.  | Marcel Bosker Sven Kramer Douwe de Vries            | Nederland        | 3.34,68 | 15 februari 2020 | Salt Lake City |
| 8.  | Casey Dawson Emery Lehman Joey Mantia               | Verenigde Staten | 3.34,47 | 5 december 2021  | Salt Lake City |
| 9.  | Sander Eitrem Peder Kongshaug Sverre Lunde Pedersen | Noorwegen        | 3.34,22 | 5 januari 2024   | Heerenveen     |
| 10. | Ethan Cepuran Casey Dawson Emery Lehman             | Verenigde Staten | 3.33,66 | 27 januari 2024  | Salt Lake City |

N.B.: De ISU heeft de records vanaf 1 juli 2004 officieel erkend. Voor deze datum zijn het officieuze records.

## Ontwikkelingolympischrecord ploegenachtervolging
| Nr. | Namen                                                   | Land            | Tijd    | Datum            | Baan      |
| --- | ------------------------------------------------------- | --------------- | ------- | ---------------- | --------- |
| 1.  | Arne Dankers Steven Elm Denny Morrison                  | Canada          | 3.47,37 | 15 februari 2006 | Turijn    |
| 2.  | Matteo Anesi Enrico Fabris Ippolito Sanfratello         | Italië          | 3.43,64 | 15 februari 2006 | Turijn    |
| 3.  | Mathieu Giroux Lucas Makowsky Denny Morrison            | Canada          | 3.42,38 | 26 februari 2010 | Vancouver |
| 4.  | Mathieu Giroux Lucas Makowsky Denny Morrison            | Canada          | 3.42,22 | 26 februari 2010 | Vancouver |
| 5.  | Jan Blokhuijsen Sven Kramer Mark Tuitert                | Nederland       | 3.39,95 | 27 februari 2010 | Vancouver |
| 6.  | Jan Blokhuijsen Sven Kramer Koen Verweij                | Nederland       | 3.37,71 | 22 februari 2014 | Sotsji    |
| 7.  | Håvard Bøkko Simen Spieler Nilsen Sverre Lunde Pedersen | Noorwegen       | 3.37,08 | 21 februari 2018 | Gangneung |
| 8.  | Daniil Aldosjkin Sergej Trofimov Roeslan Zacharov       | Russische ploeg | 3.36,62 | 15 februari 2022 | Peking    |

## OntwikkelingNederlandsrecord ploegenachtervolging
| Nr. | Namen                                             | Tijd    | Datum            | Baan           |
| --- | ------------------------------------------------- | ------- | ---------------- | -------------- |
| 1.  | Beorn Nijenhuis Remco olde Heuvel Tom Prinsen     | 4.02,88 | 01 maart 2002    | Collalbo       |
| 2.  | Erben Wennemars Beorn Nijenhuis Remco olde Heuvel | 3.55,11 | 13 november 2004 | Hamar          |
| 3.  | Carl Verheijen Mark Tuitert Erben Wennemars       | 3.46,44 | 21 november 2004 | Berlijn        |
| 4.  | Jochem Uytdehaage Rintje Ritsma Remco olde Heuvel | 3.41,63 | 12 november 2005 | Calgary        |
| 5.  | Carl Verheijen Erben Wennemars Sven Kramer        | 3.40,79 | 19 november 2006 | Berlijn        |
| 6.  | Carl Verheijen Erben Wennemars Sven Kramer        | 3.37,80 | 11 maart 2007    | Salt Lake City |
| 7.  | Sven Kramer Koen Verweij Jan Blokhuijsen          | 3.37,17 | 09 november 2013 | Calgary        |
| 8.  | Sven Kramer Koen Verweij Jan Blokhuijsen          | 3.35,60 | 16 november 2013 | Salt Lake City |
| 9.  | Marcel Bosker Sven Kramer Douwe de Vries          | 3.34,68 | 15 februari 2020 | Salt Lake City |

## Ontwikkeling wereldrecord laaglandbaan ploegenachtervolging (officieus)
| Nr. | Namen                                                   | Land             | Tijd    | Datum            | Baan       |
| --- | ------------------------------------------------------- | ---------------- | ------- | ---------------- | ---------- |
| 1.  | Daniil Gubkin Aleksandr Oresjkin Aleksandr Bezmaternykh | Rusland          | 4.24,25 | 1 februari 2002  | Kostroma   |
| 2.  | Genki Matsuoka Michihiro Ara Shingo Doi                 | Japan            | 4.13,80 | 21 februari 2003 | Kushiro    |
| 3.  | Lee Jin-woo Lee Jong-woo Yeo Sang-yeop                  | Zuid-Korea       | 4.08,26 | 20 februari 2004 | Roseville  |
| 4.  | Chad Hedrick KC Boutiette Derek Parra                   | Verenigde Staten | 3.48,56 | 13 november 2004 | Hamar      |
| 5.  | Mark Tuitert Erben Wennemars Carl Verheijen             | Nederland        | 3.46,44 | 21 november 2004 | Berlijn    |
| 6.  | Sven Kramer Jochem Uytdehaage Carl Verheijen            | Nederland        | 3.43,77 | 3 december 2005  | Heerenveen |
| 7.  | Matteo Anesi Enrico Fabris Ippolito Sanfratello         | Italië           | 3.43,64 | 10 februari 2006 | Turijn     |
| 8.  | Sven Kramer Erben Wennemars Carl Verheijen              | Nederland        | 3.40,79 | 19 november 2006 | Berlijn    |
| 9.  | Wouter olde Heuvel Sven Kramer Erben Wennemars          | Nederland        | 3,40,57 | 9 december 2007  | Heerenveen |
| 10. | Wouter olde Heuvel Sven Kramer Carl Verheijen           | Nederland        | 3.40,20 | 24 februari 2008 | Heerenveen |
| 11. | Jan Blokhuijsen Sven Kramer Mark Tuitert                | Nederland        | 3.39,95 | 12 februari 2010 | Richmond   |
| 12. | Koen Verweij Jan Blokhuijsen Sven Kramer                | Nederland        | 3.39,76 | 17 november 2012 | Heerenveen |
| 13. | Koen Verweij Jan Blokhuijsen Sven Kramer                | Nederland        | 3.37,71 | 22 februari 2014 | Sotsji     |
| 14. | Håvard Bøkko Simen Spieler Nilsen Sverre Lunde Pedersen | Noorwegen        | 3.37,08 | 21 februari 2018 | Gangneung  |
| 15. | Daniil Aldosjkin Sergej Trofimov Roeslan Zacharov       | Russische ploeg  | 3.36,62 | 15 februari 2022 | Peking     |
| 16. | Sander Eitrem Peder Kongshaug Sverre Lunde Pedersen     | Noorwegen        | 3.34,22 | 5 januari 2024   | Heerenveen |